# Bulbophyllum plumosum
Bulbophyllum plumosum es una especie de orquídea epifita  originaria de  	 Brasil.  

## Distribución y hábitat
Se encuentra en Brasil como una orquídea de tamaño pequeño, con hábito de epífita.

## Taxonomía
Bulbophyllum plumosum fue descrita por (Barb.Rodr.) Cogn. y publicado en Flora Brasiliensis 3(5): 614. 1902.
Etimología
Bulbophyllum: nombre genérico que se refiere a la forma de las hojas que es bulbosa.
plumosum: epíteto latino que significa "con plumas".
Sinonimia
- Didactyle plumosa Barb.Rodr.[4][5]